# Constança Urbano de Sousa
Maria Constança Dias Urbano de Sousa (ur. 1 kwietnia 1967 w Coimbrze) – portugalska polityk, prawniczka i nauczyciel akademicki, parlamentarzystka, od 2015 do 2017 minister administracji i spraw wewnętrznych.

## Życiorys
Ukończyła prawo na Uniwersytecie w Coimbrze. Odbyła studia podyplomowe na Uniwersytecie Kraju Saary, gdzie także doktoryzowała się w 1994. Jako nauczyciel akademicki związana z Universidade Autónoma de Lisboa, od 1998 na stanowisku profesorskim, w 2012 objęła stanowisko dziekana wydziału prawa tej uczelni. Została również profesorem w akademii policyjnej ISCPSI oraz na Université Libre de Bruxelles. Wykładała także m.in. na Universidade Nova de Lisboa. Specjalizuje się w prawie europejskim, prawie azylowym i imigracyjnym oraz bezpieczeństwie wewnętrznym.
Udzielała się jako ekspert Komisji Europejskiej i Komitetu Regionów. Był doradcą ministra administracji i spraw wewnętrznych (2000–2002, 2005–2006). W 2012 została doradcą prawnym fundacji Fundação Calouste Gulbenkian, w 2014 uzyskała uprawnienia adwokata.
W listopadzie 2015 objęła urząd ministra administracji i spraw wewnętrznych w gabinecie Antónia Costy. Odeszła z tego stanowiska w październiku 2017 po krytyce działań rządu w związku z trawiącą Portugalię falą pożarów. W tym samym roku przystąpiła do wykonywania mandatu deputowanej do Zgromadzenia Republiki XIII kadencji; w 2019 z powodzeniem ubiegała się o reelekcję.